# Ratpenat llistat gros
El ratpenat llistat gros (Platyrrhinus vittatus) és una espècie de ratpenat de la família dels fil·lostòmids. Viu a Colòmbia, Costa Rica, Panamà i Veneçuela. El seu hàbitat natural són en els boscos d'elevació mitjana. No hi ha cap amenaça significativa per a la supervivència d'aquesta espècie.